# Julián Palanca Masiá
Julián Palanca Masiá (Sagunto, 1883  – ?, 27 oktober 1964) was een Spaans componist, muziekpedagoog en dirigent.

## Levensloop
Palanca Masiá studeerde bij Antonio Palanca, Emilio Vega Manzano en Felipe Pedrell. Hij werd lid van militaire muziekkorpsen en richtte in 1921 de "Banda de Música del Regimiento de Infantería de Badajoz nº73" op en was tegelijkertijd hun dirigent. In die tijd was het regiment, dat in 1643 tijdens de oorlog met Portugal onder de naam "Tercio Viejo de Extremadura" was opgericht, gevestigd in Barcelona. Met dit orkest verzorgde hij veel concerten en vooral radioopnames. Palanca Masiá was ook docent voor harmonie en instrumentatie aan de stedelijke muziekschool in Barcelona. Van 1908 tot 1914 was hij dirigent van de bekende Banda sinfónica Ateneo Musical y de Enseñanza Banda Primitiva de Llíria, een van de oudste - opgericht 1819 - en beste amateurharmonieorkesten van Spanje. Hij dirigeerde ook de Banda de la Policía Armada y de Tráfico de Barcelona.
Binnen het leger werd hij later ook dirigent van de Banda del Regimiento de Infantería nº 10 en van de Banda de la 41 División.
Als componist schreef hij een zarzuela, een revista (revue), twee sardanas en verschillende werden voor harmonieorkest.

## Composities

### Werken voor harmonieorkest
- 1921 Badajoz, marcha militar
- 1961 Goya, pasodoble[1]
- Al Ejército Nacional, marcha militar
- Cabo Noval, marcha
- Ecos de la Alhambra
- La Aurora, pasodoble
- La reina de las modistillas, passacaglia
- María del Carmen, processiemars
- María del Pilar, processiemars
- El teniente Raposo, pasodoble
- Salambó, shimmy
- Suso, marcha militar

### Muziektheater

#### Zarzuelas
- En los Naranjos

#### Revistas (Revue)
- Escena romántica

#### Sardanes
- 1953 Vicentina
- 1957 Revessa

### Werken voor koor
- Celístia de Pasqua, voor gemengd koor - tekst: Sebastián Sánchez Juan

### Vocale muziek
- Ave María, voor zangstem en orgel (of harmonium)
- Salambó, shimmy, voor zangstem en piano

## Media
1. ↑  Goya door Banda sinfónica de la Ateneo Musical y de Enseñanza Banda Primitiva de Llíria o.l.v. Miguel Moreno Guna. Gearchiveerd op 3 september 2023.

- Biblioteca Nacional de España: XX1490933
- Virtual International Authority File: 87220389
- WorldCat: E39PBJpYCFtHtjJYhq4dTwKGHC